# 高山勝成
高山 勝成（たかやま かつなり、1983年5月12日 - ）は、日本の元プロボクサー。大阪府大阪市出身。元WBC・WBA暫定・IBF・WBO・IBO世界ミニマム級王者。日本人として初めて主要四団体（WBA・WBC・IBF・WBO）で世界王座戴冠を果たした人物であり、日本ボクシングコミッション（JBC）非公認であるIBOとしては日本人初の王座戴冠を果たした人物でもある。

## 人物
日本ボクシングコミッション（JBC）傘下時代は、所属をエディタウンゼントジムからグリーンツダジムを経て真正ジムへと渡り歩いた。当時はJBC非公認だったIBF・WBOの世界王座獲得を目指すため、2009年11月にJBCへ引退届を提出し日本でのライセンスを失うと、海外と日本を行き来しながら活動した、。
2013年3月30日にメキシコシナロア州グアサベでマリオ・ロドリゲスに3-0の判定勝ちを収めIBF世界ミニマム級王座を獲得し、日本人として初めてWBA・WBC・IBFの3団体で世界戴冠を果たし、1984年4月15日にIBF世界バンタム級王座を戴冠した新垣諭以来2人目の日本人IBF王者となった。
JBC離脱後は山口賢一の大阪天神ジムを練習拠点にしていたが、IBF世界ミニマム級王座獲得後に仲里義竜ボクシングジム所属でJBCからのライセンスの再交付を待ち、2013年7月12日にJBCからライセンスの再交付を受けJBC復帰を果たすと共に日本人初のJBC公認のIBF王者となった。これらの全キャリアを通して、トレーナーは中出博啓。その後、寝屋川石田ボクシングクラブに所属。
入場曲はKISSの "DETROIT ROCK CITY"。

## 来歴
鶴橋中学校在学中は陸上部とラグビー部を掛け持ちしていた。

### JBC傘下時代
中学2年時に友人に誘われジムを見学したのをきっかけに、地元のエディタウンゼントジムに入門。本格的にボクシングを始める。
2000年10月18日、プロデビュー戦に4回2分42秒TKO勝利を収めた。
2001年12月5日、西軍代表として全日本ライトフライ級新人王を山崎光洋（埼玉池田）と争い6回3-0（59-56、60-54×2）の判定で下し、タイトルを獲得。
2002年10月14日、元WBA世界ミニマム級暫定王者ソンクラーム・ポーパオイン（タイ）を8回2-0（79-74、78-76、78-78）の判定で降し、世界ランク入り。
2003年4月21日、日本ライトフライ級王者畠山昌人（協栄札幌赤坂）にタイトルマッチ初挑戦も、9回2分34秒の逆転TKO負けで王座奪取ならず。その後、グリーンツダジムに移籍。

#### WBC世界王座獲得
2005年4月4日、WBC世界ミニマム級王者イサック・ブストス（メキシコ）を12回3-0（117-111、117-112、115-113）の判定で降し、王座獲得。日本国内ジム出身50人目の世界王者となった。
2005年8月6日、元王者のイーグル京和（角海老宝石 タイ出身）を相手に初防衛戦を行うも、12回0-3（111-119、113-117、112-116）の判定で敗れ、王座陥落。
2006年3月18日、日本ミニマム級王座決定戦で小熊坂諭（新日本木村）を9回2分8秒の負傷判定3-0（87-85×2、87-86）で破り日本王座獲得。元世界王者の日本王座獲得は三原正に次ぎ2人目。同王座は防衛戦を行わないまま6月16日に世界挑戦のため返上した。

#### WBA世界暫定王座獲得
2006年9月2日、後楽園ホールでWBA世界ミニマム級王者新井田豊（横浜光ジム）に挑戦する予定であったが、王者新井田が8月26日のスパーリング中に左肋軟骨を骨折し、新井田戦は延期となった。
2006年11月7日、WBA世界ミニマム級暫定王座決定戦で、1位のカルロス・メロ（パナマ）を圧倒し、9回1分30秒の負傷判定3-0（90-81×2、90-82）で暫定王座を獲得した。
2007年4月7日、後楽園ホールにてWBAミニマム級正規王者新井田豊と統一戦を行うものの、12回1-2（113-115、115-114、113-114）の判定で敗北し、王座から陥落した。直後際どい判定を不服とし引退を表明したが、6月に引退を撤回し再起を表明。同試合で得られる予定であったファイトマネー350万円中330万円が支払われず、グリーンツダジムをJBCへ訴えた。JBCの聞き取りの結果、グリーンツダジムには負債があり支払い能力が無いことが判明、JBCはこの結果、通常のライセンス更新期限（3年）を待たずしての移籍金なしのフリーエージェントでジム移籍を認める異例の決定を下した。
2007年10月2日、同日にプロ加盟申請が受理された真正ジム（山下正人会長）への移籍を果たし、10月6日には移籍後の再起戦としてファビオ・マルファと対戦し10回3-0（100-91×2、99-92）の判定勝ちを収めた。
2008年1月5日、タイミニマム級王者のガオフラチャーン・シッサイトーンに9回1分24秒TKO勝ち。
2008年9月22日、大阪府立体育会館第2競技場にてライトフライ級契約でハビエル・ムリージョ（メキシコ）と対戦し10回3-0（100-90×3）の判定勝ちを収めた。当初はファン・ランダエタと世界前哨戦を行う予定だったが右拳の負傷により試合3日前に対戦相手がハビエルに変わった。
2009年7月14日、神戸ワールド記念ホールで前年9月に新井田からWBA世界ミニマム級王座を奪取したローマン・ゴンサレス（ニカラグア）に挑戦。中盤は左ボディでゴンサレスを失速させる場面もあったが、前月の練習中に2度にわたりカットして9針縫った左目上の傷がヒッティングを受けて6回中に開くなどして終盤は追い込まれ、12回0-3（110-118×3）の判定で敗れて世界王座復帰に失敗した。

### JBCからの離脱
2009年11月16日、JBCへ引退届を提出し受理された。2010年5月にはフィリピンのALAプロモーションと契約した上で、5月22日に海外進出第1戦としてフィリピン中部セブ島でジェイソン・ロトニーとノンタイトル10回戦を行う予定であったが、ロードワーク中の負傷により中止となった。
2010年9月1日、南アフリカ共和国ハウテン州ブラクパンで、IBF世界ミニマム級挑戦者決定戦をIBF世界ミニマム級3位のツシェポ・レフェレ（南アフリカ）とIBF同級9位として対戦し、6回51秒TKO勝ちを収め、同王座への挑戦権を獲得した。
2011年1月29日、ブラクパンでIBF世界ミニマム級王者ヌコシナチ・ジョイ（南アフリカ）に挑戦。3回中に偶然のバッティングによって高山が右側頭部をカットし、試合続行不可能と判断したレフェリーが試合をストップ。規定のラウンド数を消化していないため無効試合となり、王座獲得はならなかった。
2012年3月30日、南アフリカのイースト・ロンドンでヌコシナチ・ジョイと再戦したが、5回にスリップ気味のダウンをとられ、12回0-3（111-116×2、110-117）の判定負けで王座獲得に失敗した。高山は「序盤から終盤まで自分が試合を支配していた」と話し、Fightnews.com（2010年のWBAの年間最高ウェブサイト賞を受賞）は「満員の会場でリングサイドにいた観戦者の多くは判定が挑戦者支持であってもよかったという見方であった」と書いている。
2012年10月13日、フィリピンのベンゲット州ラ・トリニダードでマテオ・ハンディグ（フィリピン）とIBF世界ミニマム級挑戦者決定戦で対戦。高山はプッシングで1ポイントの減点を受け、フィリピン側2者がハンディグ、タイ側が高山を支持し12回1-2（113-114×2、115-112）の判定負けを喫した。ツシェポ・レフェレとの挑戦者決定戦からジョイへの2度の世界挑戦を通じて、ハンディグ戦までの経過は、テレビ大阪の2度にわたるドキュメンタリー番組「彷徨う拳」として放送された。
しかしこのハンディグ戦については、前後に義務付けられていた薬物検査に不備があったとの理由で、無効試合とはならなかったものの挑戦権は宙に浮いた形となった。IBFは高山とハンディグに対し、2013年2月16日に同国・パラニャーケで改めて同王座への挑戦権を懸けて再戦することを指示していたが、これはハンディグの負傷により消滅。IBFは3月末までとした期限内での挑戦者決定戦実施が不可能となったことで高山の挑戦資格を認めた。

#### IBF世界王座獲得
2013年3月30日、メキシコのシナロア州グアサベでIBF世界ミニマム級王者マリオ・ロドリゲス（メキシコ）に挑戦。試合は第3ラウンドにダウンを奪われたものの、強打の王者を相手に終始有利な展開で12回3-0（116-111、119-109、115-113）で勝利。IBF王座を3度目の挑戦で獲得し、世界王者返り咲きを果たした。4月1日にJBCがIBF正式加盟を果たす直前の快挙であった。日本人選手のIBF王座獲得は新垣諭に次いで2人目。暫定王座を含めると3団体を制覇した初の日本選手となった。同日、石田順裕がモナコでの世界王座挑戦に失敗しており、日本のジムに所属する日本人男子選手の国外での世界王座挑戦はこの時点で38戦連続で失敗となっていた。高山はJBC管轄外の選手としてIBF王座を獲得し、WBA世界同級王者宮崎亮との統一戦を希望したが、高山のライセンスについてJBC事務局長の森田健は、「今後、ライセンスの申請をすれば、資格審査委員会を開いてJBCとして世界王者として認めることになる」とした。
2013年6月時点で仲里義竜ボクシングジムに所属しJBCにライセンスの再交付を申請しており、JBC復帰と日本人初のIBF王者としての正式承認を待っている段階にあった。高山の個人トレーナーの中出も仲里義竜ボクシングジムにマネージャーとして所属した。

### JBC復帰
2013年7月12日、JBCは資格審査委員会を開き、高山のライセンス再発行を決めた。
2013年7月20日、自身のブログ上で9月10日に初防衛戦を大阪市立住吉区民センターで行う予定であると発表したが、8月2日に同ブログ上で準備期間と指名試合の兼ね合いを理由に初防衛戦の中止を発表した。
2013年12月3日、大阪府立体育会館でIBF世界ミニマム級1位のビルヒリオ・シルバノ（フィリピン）と指名試合を行い、12回3-0（118-110×2、120-108）の判定勝ちで初防衛を果たした。
2014年1月7日、2013年の年間表彰選手選考会に於いて、高山は努力賞を受賞した。
2014年1月30日、高山のトレーナーの中出博啓がエディタウンゼント賞を受賞し、後楽園ホールで行われた第24回エディタウンゼント賞授賞式に中出と共に高山も出席した。
2014年、中学しか卒業していなかった高山は、30歳にして愛知県名古屋市にある菊華高等学校に入学。普通科のスポーツアクトコースで学んだ。
2014年5月7日、大阪府立体育会館でIBF世界ミニマム級10位の小野心（ワタナベ）と対戦し、12回3-0（117-109、115-111×2）の判定勝ちで2度目の防衛に成功した。
2014年8月9日、メキシコ・モンテレイのモンテレー・アリーナでWBO世界ミニマム級王者フランシスコ・ロドリゲス・ジュニア（メキシコ）と王座統一戦で対戦するが、12回0-3（111-116、108-119、112-115）の判定負けでIBF王座3度目の防衛に失敗し王座から陥落、WBO王座獲得に失敗した。
2014年12月29日、フランシスコ・ロドリゲス・ジュニアとの間で行われた王座統一戦がESPNドットコムのダン・ラファエル記者から2014年度の年間最高試合に選出された。

#### IBF・WBO王座獲得
2014年12月31日、大阪府立体育会館でフランシスコ・ロドリゲス・ジュニアの王座返上に伴い空位になったIBF・WBO世界ミニマム級王座決定戦をIBF世界ミニマム級6位でWBO同級2位の大平剛（花形）と対戦、7回2分24秒TKO勝ちを収めIBF王座返り咲き、WBO王座獲得に成功すると共に、日本人初の主要4団体での世界戴冠に成功した。
2015年1月6日、後楽園飯店で行われた2014年の年間表彰選手選考会に於いて、高山は殊勲賞を受賞した。
2015年3月2日、WBO世界ミニマム級王座を返上した。
2015年4月22日、大阪府立体育会館でIBF世界ミニマム級9位のファーラン・サックリン・ジュニアと対戦し、偶然のバッティングにより高山が両目蓋をカットし試合続行不可能となり、9回2分19秒3-0（86-85、90-81、87-84）の負傷判定勝ちを収め初防衛に成功した。
2015年9月27日、大阪府立体育会館でIBF世界ミニマム級10位の原隆二（大橋）と対戦し、8回1分20秒TKO勝ちを収め2度目の防衛に成功した。
2015年12月31日、大阪府立体育会館でIBF世界ミニマム級8位ホセ・アルグメドと対戦したが、8回終了時1-2(86-85、84-87×2)の負傷判定負けで3度目の防衛に失敗し王座から陥落した。
2016年8月20日、駒ヶ谷公園体育館でWBO世界ミニマム級1位の加納陸（大成）とWBO世界ミニマム級王座決定戦を行い、3回に偶然のバッティングにより高山が左目蓋をカットし、6回にドクターチェックで試合gが止められたため負傷判定となり、3-0（59-56、59-55、58-56）の判定勝ちを収め、再びWBO王座に返り咲いた。
2017年4月3日、同日付けでJBCに引退を申し入れ受諾された。引退後は2020年に行われる東京オリンピック出場を目指すとのこと。

### 日本ボクシング連盟(アマチュア)時代
2018年8月6日、オリンピック出場を目指してJBCを引退したにもかかわらず、日本ボクシング連盟が明確な理由なしに高山の登録を拒否し続けたため日本ボクシング連盟を相手どり、日本スポーツ仲裁機構へ仲裁を申し立てた。連盟には、1.社会人男子のライトフライ、またはフライ級競技者としての登録　2.競技者登録の登録基準の明確化　3.競技大会への選手選考基準の明確化、の3点を要望として出した。
2018年9月23日、日本ボクシング連盟は、東京都内で理事会を開き、高山のアマ選手登録を認める方針を決定した。
2018年10月9日、日本ボクシング連盟のアマ登録審査会に出席し、アマのルールに関するテストを受け登録の申請資格を得た。
2018年10月16日、日本ボクシング連盟は東京都内で記者会見し、高山のアマ登録を認めると発表した。
2019年3月1日-3月4日、ナショナルトレーニングセンターで行われたアマチュアボクシングの2020年東京オリンピックを目指す代表候補合宿に全日本、大学、社会人王者らトップ選手約40人らとともに初参加した。
2019年7月6日、アマチュアボクシングデビュー戦を行った。
2019年8月31日、東海ブロック予選のフライ級1回戦で日本大学の宇津輝に判定負けし、東京オリンピック出場の可能性が消滅した。同日、現役引退を表明した。

### プロ復帰
2020年3月10日、プロ復帰を発表した。寝屋川石田ボクシングクラブ所属となることも合わせて発表された。
3月17日にプロライセンスが再交付され、当初は5月10日に復帰戦が組まれていた。しかし、新型コロナウイルス感染症の拡大により、JBCは4月6日に興行中止の要請期間を5月末まで延長すると決めた。これにより、高山の試合も延期を余儀なくされた。5月12日に高山はJBCの規定上、ライセンスを失効する37歳の誕生日を迎えるため、陣営は定年延長の嘆願書を提出した。
2020年11月23日、三田市総合文化センター郷の音ホールでプロ復帰戦として小西伶弥と対戦する予定であったが、小西が前日計量後のPCR検査で陽性と判定され、試合延期となった。
2020年12月27日、エディオンアリーナ大阪第2競技場で元日本ミニマム級王者・WBOアジアパシフィックライトフライ級王者でWBC世界ライトフライ級11位の小西伶弥とライトフライ級6回戦を戦い、6回3-0（60-54、59-55×2）の判定勝ちでプロ復帰戦を飾った。
2021年5月8日、アメリカ合衆国テキサス州アーリントンのAT&TスタジアムでWBO世界ライトフライ級王者エルウィン・ソトに挑戦したが9回2分44秒TKOで敗れ、2階級制覇に失敗した。
2023年6月11日、2年ぶりの再起戦でジョエル・リノと対戦し、8回3-0（76-75、77-74×2）の判定勝ちを収めた。
2024年12月18日、フィリピン・ゼネラルサントスにてJBC非公認のマイナー団体であるIBO世界ミニマム級王座決定戦を行い、カー・ルーに3-0判定勝利を収め、日本人初のIBOタイトル獲得とともに5団体制覇を達成した。
2025年3月9日、大阪市内で開かれた5団体制覇記念の祝賀会で現役引退を発表した。当面は現役時代の後援会社で正社員として働き、2023年に大阪府の高校公民の教員免許を取得していることから将来的に教員として就任する可能性についても語った。

## 戦績
- プロボクシング：44戦 34勝 (12KO) 9敗 1無効試合

| 戦           | 日付           | 勝敗 | 時間    | 内容         | 対戦相手                           | 国籍             | 備考                                         |
| ------------ | -------------- | ---- | ------- | ------------ | ---------------------------------- | ---------------- | -------------------------------------------- |
| 1            | 2000年10月18日 | ☆    | 4R 2:42 | TKO          | 中村洋三（尼崎亀谷）               | 日本             | プロデビュー戦                               |
| 2            | 2001年4月28日  | ☆    | 4R      | 判定 3-0     | 國重隆（大阪帝拳）                 | 日本             | 西日本ライトフライ級新人王トーナメント予選   |
| 3            | 2001年7月22日  | ☆    | 2R 1:30 | KO           | 龍岩大器（姫路木下）               | 日本             | 西日本ライトフライ級新人王トーナメント準決勝 |
| 4            | 2001年9月13日  | ☆    | 6R      | 判定 2-0     | 楠浩明（グリーンツダ）             | 日本             | 西日本ライトフライ級新人王トーナメント決勝戦 |
| 5            | 2001年10月13日 | ☆    | 6R      | 判定 3-0     | 大曲大五郎（東海）                 | 日本             | 中日本・西日本ライトフライ級新人王対抗戦     |
| 6            | 2001年11月18日 | ☆    | 2R 2:04 | TKO          | 西村吉史（関博之）                 | 日本             | 全日本ライトフライ級新人王西軍代表決定戦     |
| 7            | 2001年12月15日 | ☆    | 6R      | 判定 3-0     | 山崎光洋 （埼玉池田）              | 日本             | 全日本ライトフライ級新人王決定戦             |
| 8            | 2002年5月5日   | ☆    | 4R 2:32 | TKO          | 柏木大作（大阪帝拳）               | 日本             |                                              |
| 9            | 2002年7月13日  | ☆    | 8R 1:43 | TKO          | 岡島孝（尼崎）                     | 日本             |                                              |
| 10           | 2002年10月14日 | ☆    | 8R      | 判定 2-0     | ソンクラーム・ポーパオイン         | タイ             |                                              |
| 11           | 2003年4月21日  | ★    | 9R 2:34 | TKO          | 畠山昌人（協栄札幌赤坂）           | 日本             | 日本ライトフライ級タイトルマッチ             |
| 12           | 2003年12月21日 | ☆    | 3R 1:23 | TKO          | サミン・ツインズジム               | タイ             |                                              |
| 13           | 2004年2月15日  | ☆    | 10R     | 判定 3-0     | 藤原工輔（鍵本エディ）             | 日本             |                                              |
| 14           | 2004年8月7日   | ☆    | 10R     | 判定 2-0     | エルマー・ゲホン                   | フィリピン       |                                              |
| 15           | 2004年12月8日  | ☆    | 3R 1:48 | KO           | ナムチャイ・タクシンイーサン       | タイ             |                                              |
| 16           | 2005年4月4日   | ☆    | 12R     | 判定 3-0     | イサック・ブストス                 | メキシコ         | WBC世界ミニマム級タイトルマッチ              |
| 17           | 2005年8月6日   | ★    | 12R     | 判定 0-3     | イーグル京和（角海老宝石）         | タイ             | WBC陥落                                      |
| 18           | 2005年12月3日  | ☆    | 8R 0:21 | 負傷判定 3-0 | ロレン・デル・カスティーリョ       | フィリピン       |                                              |
| 19           | 2006年3月18日  | ☆    | 9R 2:08 | 負傷判定 3-0 | 小熊坂諭（新日本木村）             | 日本             | 日本ミニマム級タイトルマッチ→返上            |
| 20           | 2006年11月7日  | ☆    | 9R 1:30 | 負傷判定 3-0 | カルロス・メロ                     | パナマ           | WBA世界ミニマム級暫定王座決定戦              |
| 21           | 2007年4月7日   | ★    | 12R     | 判定 1-2     | 新井田豊（横浜光）                 | 日本             | WBA世界ミニマム級王座統一戦                  |
| 22           | 2007年10月6日  | ☆    | 10R     | 判定 3-0     | ファビオ・マルファ                 | フィリピン       |                                              |
| 23           | 2008年1月5日   | ☆    | 9R 1:24 | TKO          | ガオフラチャーン・チュワタナ       | タイ             |                                              |
| 24           | 2008年4月28日  | ☆    | 9R 3:08 | KO           | マーティン・キラキル               | フィリピン       |                                              |
| 25           | 2008年9月22日  | ☆    | 10R     | 判定 3-0     | ハビエル・ムリージョ               | メキシコ         |                                              |
| 26           | 2009年3月12日  | ☆    | 8R      | 判定 3-0     | ロマート・センティリャス           | フィリピン       |                                              |
| 27           | 2009年7月14日  | ★    | 12R     | 判定 0-3     | ローマン・ゴンサレス               | ニカラグア       | WBA世界ミニマム級タイトルマッチ              |
| 28           | 2010年9月1日   | ☆    | 6R 0:51 | TKO          | ツシェポ・レフェレ                 | 南アフリカ共和国 | IBF世界ミニマム級挑戦者決定戦                |
| 29           | 2011年1月29日  | -    | 3R 終了 | NC           | ヌコシナチ・ジョイ                 | 南アフリカ共和国 | IBF世界ミニマム級タイトルマッチ              |
| 30           | 2012年3月30日  | ★    | 12R     | 判定 0-3     | ヌコシナチ・ジョイ                 | 南アフリカ共和国 | IBF世界ミニマム級タイトルマッチ              |
| 31           | 2012年10月13日 | ★    | 12R     | 判定 1-2     | マテオ・ハンディグ                 | フィリピン       | IBF世界ミニマム級挑戦者決定戦                |
| 32           | 2013年3月30日  | ☆    | 12R     | 判定 3-0     | マリオ・ロドリゲス                 | メキシコ         | IBF世界ミニマム級タイトルマッチ              |
| 33           | 2013年12月3日  | ☆    | 12R     | 判定 3-0     | ビルヒリオ・シルバノ               | フィリピン       | IBF防衛1                                     |
| 34           | 2014年5月7日   | ☆    | 12R     | 判定 3-0     | 小野心（ワタナベ）                 | 日本             | IBF防衛2                                     |
| 35           | 2014年8月9日   | ★    | 12R     | 判定 0-3     | フランシスコ・ロドリゲス・ジュニア | メキシコ         | IBF・WBO世界ミニマム級王座統一戦 IBF陥落     |
| 36           | 2014年12月31日 | ☆    | 7R 2:24 | TKO          | 大平剛（花形）                     | 日本             | IBF・WBO世界ミニマム級王座決定戦             |
| 37           | 2015年4月22日  | ☆    | 9R 2:19 | 負傷判定 3-0 | ファーラン・サックリン・ジュニア   | タイ             | IBF防衛1                                     |
| 38           | 2015年9月27日  | ☆    | 8R 1:20 | TKO          | 原隆二（大橋）                     | 日本             | IBF防衛2                                     |
| 39           | 2015年12月31日 | ★    | 8R 終了 | 負傷判定 1-2 | ホセ・アルグメド                   | メキシコ         | IBF陥落                                      |
| 40           | 2016年8月20日  | ☆    | 6R 0:58 | 負傷判定 3-0 | 加納陸（大成）                     | 日本             | WBO世界ミニマム級王座決定戦→返上             |
| 41           | 2020年12月27日 | ☆    | 6R      | 判定 3-0     | 小西伶弥（SUN-RISE）               | 日本             |                                              |
| 42           | 2021年5月8日   | ★    | 9R 2:44 | TKO          | エルウィン・ソト                   | メキシコ         | WBO世界ライトフライ級タイトルマッチ          |
| 43           | 2023年6月11日  | ☆    | 8R      | 判定 3-0     | ジョエル・リノ                     | フィリピン       |                                              |
| 44           | 2023年9月10日  | ☆    | 8R      | 判定 3-0     | ジェローム・バロロ                 | フィリピン       |                                              |
| 45           | 2024年12月18日 | ☆    | 12R     | 判定 3-0     | カー・ルー                         | オーストラリア   | IBO世界ミニマム級王座決定戦                  |
| テンプレート |                |      |         |              |                                    |                  |                                              |

## 獲得タイトル
- 2001年西日本ライトフライ級新人王（MVP）
- 第48回全日本ライトフライ級新人王
- 日本ミニマム級王座（防衛0=返上）
- WBC世界ミニマム級王座（防衛0）
- WBA世界ミニマム級暫定王座（防衛0）
- IBF世界ミニマム級王座（1期目: 防衛2、2期目: 防衛2）
- WBO世界ミニマム級王座（1期目: 防衛0=返上、2期目: 防衛0=返上）
- IBO世界ミニマム級王座

## 受賞歴
- プロ・アマチュア年間表彰
  - 2013年プロボクシング部門 努力賞
  - 2014年プロボクシング部門 殊勲賞
- 2014 ESPN Fight of the Year（IBF・WBO世界ミニマム級王座統一戦）